# Piège au collège
Piège au collège (The Austere Academy) est le cinquième tome de la série Les Désastreuses Aventures des orphelins Baudelaire par Lemony Snicket.

## Résumé
Violette, Klaus et Prunille, les trois orphelins Baudelaire, se retrouvent une nouvelle fois sans toit. M. Poe, le banquier qui gère leurs affaires, a cependant trouvé un collège qui accepte de les prendre et de les héberger tous les trois. Malgré la présence de Monsieur Néron, l'affreux directeur-adjoint féru de violon et de bonbons, et de cette peste odieuse et arrogante de Carmelita Spats, les enfants Baudelaire se font des amis en la personne de Isadora et Duncan Beauxdraps, des triplés qui ne sont que deux car leur frère est mort tout comme leurs parents dans un incendie. Mais le comte Olaf, décidé plus que jamais à faire main basse sur la fortune des enfants, rôde toujours.
Olaf se déguise en professeur de sport, M. Gengis, et élabore un plan compliqué destiné à faire renvoyer les orphelins après les avoir fait courir plusieurs nuits durant. Avec l'aide des Beauxdraps, les Baudelaire parviennent à déjouer ce plan et réussissent haut la main leurs examens. L'arrivée de M. Poe permet de démasquer le comte Olaf, mais celui-ci s'enfuit encore une fois, en kidnappant les deux Beauxdraps, héritiers de la fortune de leurs parents. Ceux-ci ont juste le temps d'informer Klaus de l'existence d'un mystérieux V.D.C., et les Baudelaire se jurent d'éclaircir ce mystère au nom de leurs amis disparus.

## Adaptation
En 2018, la série télévisée Les Désastreuses Aventures des Orphelins Baudelaire adapte le roman dans les deux premiers épisodes de la deuxième saison.